# Cyrtandra leucochlamys
Cyrtandra leucochlamys är en tvåhjärtbladig växtart som beskrevs av Brian Laurence Burtt. Cyrtandra leucochlamys ingår i släktet Cyrtandra och familjen Gesneriaceae. Inga underarter finns listade i Catalogue of Life.